# Puchar CEV w piłce siatkowej mężczyzn (2020/2021)
Puchar CEV w piłce siatkowej mężczyzn 2020/2021 (oficjalna nazwa: 2021 CEV Volleyball Cup Men) – 14. sezon Pucharu CEV (49. sezon, wliczając Puchar Europy Zdobywców Pucharów oraz Puchar Top Teams) zorganizowany przez Europejską Konfederację Piłki Siatkowej (CEV) w ramach europejskich pucharów dla 32 męskich klubowych zespołów siatkarskich.
Rozgrywki składały się z 1/16 finału, 1/8 finału, ćwierćfinałów, półfinałów oraz finału. W 1/16 finału, półfinałąch i finałach drużyny rywalizowały w formie dwumeczu, natomiast w 1/8 finału i ćwierćfinałach o awansie decydowało jedno spotkanie.
Puchar CEV był drugim w hierarchii europejskich pucharów turniejem w sezonie 2020/2021 po Lidze Mistrzów.

## System rozgrywek
Do Pucharu CEV w sezonie 2020/2021 zgłosiło się 16 drużyn. Dodatkowo do rozgrywek dołączyło 16 zespołów, które odpadły z eliminacji do Ligi Mistrzów.
Rozgrywki składały się z 1/16 finału, 1/8 finału, ćwierćfinałów, półfinałów i finału. Nie był rozgrywany mecz o 3. miejsce. W drodze losowania powstała drabinka turniejowa oraz pary meczowe. Losowanie odbyło się 21 sierpnia 2020 roku w Luksemburgu.
We wszystkich rundach rywalizacja pierwotnie miała się toczyć w formie dwumeczów – mecz u siebie i rewanż na wyjeździe. O awansie decydowałaby większa liczba zdobytych punktów meczowych. Za zwycięstwo 3:0 lub 3:1 drużyna otrzymywała 3 punkty meczowe, za zwycięstwo 3:2 – 2 punkty, za porażkę 2:3 – 1 punkt, natomiast za porażkę 1:3 lub 0:3 – 0 punktów. Jeżeli po rozegraniu dwumeczu obie drużyny zdobyły tę samą liczbę punktów, o awansie decydował tzw. złoty set grany do 15 punktów z dwoma punktami przewagi jednej z drużyn.
Ostatecznie w wyżej opisanej formule przeprowadzone zostały 1/16 finału, półfinały i finały. Ze względu na pandemię COVID-19 o awansie w 1/8 finału i ćwierćfinałach decydował jeden mecz rozgrywany w ramach jednego z czterech turniejów.

## Podział miejsc w rozgrywkach
Podział miejsc w rozgrywkach dokonany został na podstawie rankingu dla Pucharu CEV i Pucharu Challenge. Maksymalna liczba drużyn, która mogła zgłosić się do Pucharu CEV, to 24 (nie wliczając zespołów, które dołączyły z eliminacji Ligi Mistrzów).
W przypadku niewykorzystania wszystkich miejsc do rozgrywek mogła zostać zgłoszona dodatkowa drużyna ponad limit przysługujący danej federacji lub drużyna z federacji, której zgodnie z rankingiem nie przysługiwało żadne miejsce. W obu przypadkach liczba drużyn zgłoszonych do wszystkich europejskich pucharów nie mogła przekroczyć przysługującego danej federacji limitu.
| Rk | Federacja  | Punkty | Liczba miejsc |
| -- | ---------- | ------ | ------------- |
| 1  | Turcja     | 269    | 2             |
| 2  | Rosja      | 233    | 1             |
| 3  | Włochy     | 230    | 1             |
| 4  | Francja    | 210    | 2             |
| 5  | Czechy     | 167    | 2             |
| 6  | Belgia     | 164    | 2             |
| 7  | Szwajcaria | 163    | 2             |
| 8  | Portugalia | 149    | 2             |
| 9  | Bułgaria   | 140    | 2             |
| 10 | Grecja     | 137    | 1             |
| 11 | Austria    | 135    | 1             |
| 12 | Finlandia  | 133    | 1             |
| 13 | Holandia   | 131    | 1             |
| 14 | Rumunia    | 119    | 1             |
| 15 | Izrael     | 112    | 1             |
| 16 | Serbia     | 110    | 1             |
| 17 | Białoruś   | 99     | 1             |

## Drużyny uczestniczące
| Federacja  | Kluby                         |
| ---------- | ----------------------------- |
| Bułgaria   | Chebyr Pazardżik              |
| Bułgaria   | Montana                       |
| Czechy     | VK Dukla Liberec              |
| Czechy     | VK Jihostroj České Budějovice |
| Czechy     | Volejbal Brno                 |
| Francja    | Chaumont VB 52 Haute-Marne    |
| Francja    | Montpellier Castelnau UC      |
| Hiszpania  | CV Guaguas Las Palmas         |
| Holandia   | Amysoft Lycurgus Groningen    |
| Rosja      | Zenit Petersburg              |
| Serbia     | Mladi Radnik Požarevac        |
| Serbia     | Niš                           |
| Szwajcaria | Chênois Genève Volleyball     |
| Szwajcaria | Volley Schönenwerd            |
| Turcja     | Galatasaray HDI Sigorta       |
| Turcja     | Spor Toto                     |

| Federacja  | Kluby                      |
| ---------- | -------------------------- |
| Albania    | Erzeni                     |
| Anglia     | IBB Polonia London         |
| Austria    | SK Zadruga Aich/Dob        |
| Belgia     | Greenyard Maaseik          |
| Białoruś   | Stroitiel Mińsk            |
| Białoruś   | Szachcior Soligorsk        |
| Bułgaria   | Neftochimik 2010 Burgas    |
| Chorwacja  | OK Ribola Kaštela          |
| Chorwacja  | HAOK Mladost Zagrzeb       |
| Finlandia  | Ford Levoranta Sastamala   |
| Holandia   | Draisma Dynamo Apeldoorn   |
| Rosja      | Dinamo Moskwa              |
| Rumunia    | CSM Arcada Galați          |
| Serbia     | Vojvodina NS seme Nowy Sad |
| Szwajcaria | Lindaren Volley Amriswil   |
| Węgry      | Fino Kaposvár SE           |

## Rozgrywki

### 1/16 finału
| Data       | Godz. | Drużyna 1                  | Wynik | Drużyna 2                     | 1     | 2     | 3     | 4     | 5     | Złoty set | Widzów | *      |
| ---------- | ----- | -------------------------- | ----- | ----------------------------- | ----- | ----- | ----- | ----- | ----- | --------- | ------ | ------ |
| 19.11.2020 | 18:00 | CSM Arcada Galați          | 3:0   | Montana                       | 25:18 | 25:20 | 25:23 |       |       |           | 0      | raport |
| 24.11.2020 | 18:00 | CSM Arcada Galați          | 2:3   | Montana                       | 18:25 | 25:16 | 20:25 | 25:21 | 9:15  | 0         | raport |        |
| —          | —     | Ford Levoranta Sastamala   | 0:3   | Amysoft Lycurgus Groningen    | 0:25  | 0:25  | 0:25  |       |       |           | —      | raport |
| —          | —     | Ford Levoranta Sastamala   | 0:3   | Amysoft Lycurgus Groningen    | 0:25  | 0:25  | 0:25  |       |       | —         | raport |        |
| —          | —     | Vojvodina NS seme Nowy Sad | 3:0   | Chênois Genève Volleyball     | 25:0  | 25:0  | 25:0  |       |       |           | —      | raport |
| —          | —     | Vojvodina NS seme Nowy Sad | 3:0   | Chênois Genève Volleyball     | 25:0  | 25:0  | 25:0  |       |       | —         | raport |        |
| —          | —     | Dinamo Moskwa              | 3:0   | VK Jihostroj České Budějovice | 25:0  | 25:0  | 25:0  |       |       |           | —      | raport |
| —          | —     | Dinamo Moskwa              | 3:0   | VK Jihostroj České Budějovice | 25:0  | 25:0  | 25:0  |       |       | —         | raport |        |
| —          | —     | IBB Polonia London         | 3:0   | Volejbal Brno                 | 25:0  | 25:0  | 25:0  |       |       |           | —      | raport |
| —          | —     | IBB Polonia London         | 3:0   | Volejbal Brno                 | 25:0  | 25:0  | 25:0  |       |       | —         | raport |        |
| —          | —     | Szachcior Soligorsk        | 0:3   | Niš                           | 0:25  | 0:25  | 0:25  |       |       |           | —      | raport |
| —          | —     | Szachcior Soligorsk        | 0:3   | Niš                           | 0:25  | 0:25  | 0:25  |       |       | —         | raport |        |
| 11.11.2020 | 19:00 | Neftochimik 2010 Burgas    | 0:3   | Mladi Radnik Požarevac        | 0:25  | 0:25  | 0:25  |       |       |           | —      | raport |
| —          | —     | Neftochimik 2010 Burgas    | —     | Mladi Radnik Požarevac        | —     | —     | —     |       |       | —         | raport |        |
| 12.11.2020 | 17:00 | HAOK Mladost Zagrzeb       | 1:3   | Montpellier Castelnau UC      | 19:25 | 25:22 | 25:27 | 15:25 |       |           | 0      | raport |
| —          | —     | HAOK Mladost Zagrzeb       | 0:3   | Montpellier Castelnau UC      | 0:25  | 0:25  | 0:25  |       |       | —         | raport |        |
| —          | —     | Lindaren Volley Amriswil   | 0:3   | Zenit Petersburg              | 0:25  | 0:25  | 0:25  |       |       |           | —      | raport |
| —          | —     | Lindaren Volley Amriswil   | 0:3   | Zenit Petersburg              | 0:25  | 0:25  | 0:25  |       |       | —         | raport |        |
| 17.11.2020 | 17:30 | Erzeni                     | 0:3   | Chebyr Pazardżik              | 18:25 | 21:25 | 17:25 |       |       |           | 0      | raport |
| 18.11.2020 | 18:30 | Erzeni                     | 0:3   | Chebyr Pazardżik              | 11:25 | 20:25 | 9:25  |       |       | 0         | raport |        |
| 17.11.2020 | 19:00 | SK Zadruga Aich/Dob        | 3:2   | VK Dukla Liberec              | 25:21 | 25:19 | 24:26 | 19:25 | 15:13 |           | 0      | raport |
| 18.11.2020 | 19:00 | SK Zadruga Aich/Dob        | 0:3   | VK Dukla Liberec              | 21:25 | 19:25 | 18:25 |       |       | 0         | raport |        |
| —          | —     | Stroitiel Mińsk            | 3:0   | Volley Schönenwerd            | 25:0  | 25:0  | 25:0  |       |       |           | —      | raport |
| —          | —     | Stroitiel Mińsk            | 3:0   | Volley Schönenwerd            | 25:0  | 25:0  | 25:0  |       |       | —         | raport |        |
| 10.11.2020 | 19:00 | VC Greenyard Maaseik       | 3:0   | Chaumont VB 52 Haute-Marne    | 25:0  | 25:0  | 25:0  |       |       |           | —      | raport |
| —          | —     | VC Greenyard Maaseik       | —     | Chaumont VB 52 Haute-Marne    | —     | —     | —     |       |       | —         | raport |        |
| —          | —     | Draisma Dynamo Apeldoorn   | 0:3   | Spor Toto                     | 0:25  | 0:25  | 0:25  |       |       |           | —      | raport |
| —          | —     | Draisma Dynamo Apeldoorn   | 0:3   | Spor Toto                     | 0:25  | 0:25  | 0:25  |       |       | —         | raport |        |
| —          | —     | Fino Kaposvár SE           | 0:3   | CV Guaguas Las Palmas         | 0:25  | 0:25  | 0:25  |       |       |           | —      | raport |
| —          | —     | Fino Kaposvár SE           | 0:3   | CV Guaguas Las Palmas         | 0:25  | 0:25  | 0:25  |       |       | —         | raport |        |
| —          | —     | OK Ribola Kaštela          | 0:3   | Galatasaray HDI Sigorta       | 0:25  | 0:25  | 0:25  |       |       |           | —      | raport |
| —          | —     | OK Ribola Kaštela          | 0:3   | Galatasaray HDI Sigorta       | 0:25  | 0:25  | 0:25  |       |       | —         | raport |        |

### 1/8 finału
| Data                  | Godz. | Drużyna 1                  | Wynik | Drużyna 2                  | 1     | 2     | 3     | 4     | 5     | Widzów | *      |
| --------------------- | ----- | -------------------------- | ----- | -------------------------- | ----- | ----- | ----- | ----- | ----- | ------ | ------ |
| Turniej w Moskwie     |       |                            |       |                            |       |       |       |       |       |        |        |
| 16.12.2020            | 16:00 | CSM Arcada Galați          | 3:2   | Amysoft Lycurgus Groningen | 25:19 | 26:24 | 20:25 | 21:25 | 15:10 | 500    | raport |
| 16.12.2020            | 19:00 | Vojvodina NS seme Nowy Sad | 0:3   | Dinamo Moskwa              | 22:25 | 17:25 | 25:27 |       |       | 800    | raport |
| Turniej w Montpellier |       |                            |       |                            |       |       |       |       |       |        |        |
| 15.12.2020            | 16:00 | IBB Polonia London         | 1:3   | Niš                        | 25:22 | 23:25 | 20:25 | 21:25 |       | 0      | raport |
| 15.12.2020            | 20:00 | Mladi Radnik Požarevac     | 0:3   | Montpellier Castelnau UC   | 14:25 | 12:25 | 20:25 |       |       | 0      | raport |
| Turniej w Pazardżiku  |       |                            |       |                            |       |       |       |       |       |        |        |
| 15.12.2020            | 18:00 | Zenit Petersburg           | 3:1   | Chebyr Pazardżik           | 24:26 | 26:24 | 25:14 | 25:11 |       | 0      | raport |
| 15.12.2020            | 21:00 | VK Dukla Liberec           | 3:0   | Stroitiel Mińsk            | 25:23 | 30:28 | 25:21 |       |       | 0      | raport |
| Turniej w Las Palmas  |       |                            |       |                            |       |       |       |       |       |        |        |
| 15.12.2020            | 17:00 | VC Greenyard Maaseik       | 3:0   | Spor Toto                  | 25:18 | 25:21 | 25:21 |       |       | 86     | raport |
| 15.12.2020            | 20.00 | CV Guaguas Las Palmas      | 3:1   | Galatasaray HDI Sigorta    | 25:23 | 27:25 | 21:25 | 25:18 |       | 250    | raport |

### Ćwierćfinały
| Data                  | Godz. | Drużyna 1            | Wynik | Drużyna 2                | 1     | 2     | 3     | 4     | 5     | Widzów | *      |
| --------------------- | ----- | -------------------- | ----- | ------------------------ | ----- | ----- | ----- | ----- | ----- | ------ | ------ |
| Turniej w Moskwie     |       |                      |       |                          |       |       |       |       |       |        |        |
| 17.12.2020            | 19:00 | CSM Arcada Galați    | 0:3   | Dinamo Moskwa            | 15:25 | 18:25 | 16:25 |       |       | 500    | raport |
| Turniej w Montpellier |       |                      |       |                          |       |       |       |       |       |        |        |
| 17.12.2020            | 19:00 | Niš                  | 0:3   | Montpellier Castelnau UC | 22:25 | 19:25 | 14:25 |       |       | 0      | raport |
| Turniej w Pazardżiku  |       |                      |       |                          |       |       |       |       |       |        |        |
| 16.12.2020            | 18:00 | Zenit Petersburg     | 3:0   | VK Dukla Liberec         | 26:24 | 25:14 | 25:22 |       |       | 0      | raport |
| Turniej w Las Palmas  |       |                      |       |                          |       |       |       |       |       |        |        |
| 17.12.2020            | 20:00 | VC Greenyard Maaseik | 3:2   | CV Guaguas Las Palmas    | 23:25 | 25:20 | 25:23 | 19:25 | 15:10 | 383    | raport |

### Półfinały
| Data       | Godz. | Drużyna 1        | Wynik | Drużyna 2                | 1     | 2     | 3     | 4     | 5 | Złoty set | Widzów | *      |
| ---------- | ----- | ---------------- | ----- | ------------------------ | ----- | ----- | ----- | ----- | - | --------- | ------ | ------ |
| 24.02.2021 | 19:00 | Dinamo Moskwa    | 3:1   | Montpellier Castelnau UC | 25:21 | 25:16 | 13:25 | 25:21 |   |           | 1500   | raport |
| 04.03.2021 | 19:00 | Dinamo Moskwa    | 3:0   | Montpellier Castelnau UC | 25:23 | 25:22 | 25:10 |       |   | 0         | raport |        |
| 24.02.2021 | 19:30 | Zenit Petersburg | 3:1   | VC Greenyard Maaseik     | 25:20 | 23:25 | 26:24 | 26:24 |   | 18:16     | 2000   | raport |
| 03.03.2021 | 20:30 | Zenit Petersburg | 0:3   | VC Greenyard Maaseik     | 23:25 | 17:25 | 19:25 |       |   | 18:16     | 0      | raport |

### Finał
| Data       | Godz. | Drużyna 1     | Wynik | Drużyna 2        | 1     | 2     | 3     | 4     | 5    | Złoty set | Widzów | *      |
| ---------- | ----- | ------------- | ----- | ---------------- | ----- | ----- | ----- | ----- | ---- | --------- | ------ | ------ |
| 17.03.2021 | 19:00 | Dinamo Moskwa | 3:2   | Zenit Petersburg | 26:28 | 25:18 | 20:25 | 26:24 | 15:9 |           | 1500   | raport |
| 25.03.2021 | 19:30 | Dinamo Moskwa | 3:1   | Zenit Petersburg | 25:21 | 23:25 | 28:26 | 26:24 |      | 5400      | raport |        |